# Caso Richthofen
O caso Richthofen refere-se ao homicídio, à consequente investigação e ao julgamento das mortes de Manfred Albert von Richthofen e Marísia von Richthofen, casal assassinado pelos irmãos Daniel e Cristian Cravinhos, a mando da filha, Suzane von Richthofen.
Suzane e Daniel conheceram-se em agosto de 1999 e começaram um relacionamento pouco tempo depois. Ambos tornaram-se muito próximos, mas o namoro não tinha o apoio das famílias, principalmente dos Richthofen, que em dado momento proibiram o relacionamento. Suzane, Daniel e Cristian então criaram um plano para simular um latrocínio e assassinar o casal Richthofen, assim os três poderiam dividir a herança de Suzane.
No dia 31 de outubro de 2002, Suzane abriu a porta da mansão da família no Brooklin, em São Paulo, para que os irmãos Cravinhos pudessem acessar a residência. Depois disso eles foram para o segundo andar do imóvel e mataram Manfred e Marísia com marretadas na cabeça.
O interesse da população pelo caso foi tão grande que a rede TV Justiça cogitou transmitir o julgamento ao vivo. Emissoras de TV, rádios e fotógrafos chegaram até a ser autorizadas a captar e divulgar sons e imagens dos momentos iniciais e finais, mas o parecer definitivo negou a autorização. Cinco mil pessoas inscreveram-se para ocupar um dos oitenta lugares disponíveis na plateia, o que congestionou durante um dia inteiro a página do Tribunal de Justiça na internet. Suzane e Daniel Cravinhos foram condenados a 39 anos e 6 meses de prisão; Cristian Cravinhos foi condenado a 38 anos e 6 meses de reclusão.

## Família von Richthofen

Família Richthofen com os filhos ainda pequenos

Andreas, Marísia e Manfred

A famosa família aristocrata von Richthofen da Alemanha possuiu vários membros ilustres em contexto mundial. Entre os parentes da família, estão: Ferdinand von Richthofen (geógrafo, 1833–1905); Oswald von Richthofen (diplomata, 1847–1906); Else von Richthofen (cientista política, 1874–1973); Frieda von Richthofen (filósofa, 1879–1956); Manfred von Richthofen (aviador, 1892–1918); Lothar von Richthofen (aviador, 1894–1922); Bolko von Richthofen (arqueólogo, 1899–1983); Hermann von Richthofen (diplomata, 1933–2021).
Manfred Albert von Richthofen e Marísia se conheceram na década de 1970, quando ela cursava medicina e ele fazia engenharia na Universidade de São Paulo (USP). Depois do casamento, foram estudar na Alemanha. Na volta, ele começou a trabalhar para empresas privadas até chegar à Dersa, a estatal que cuida de estradas em São Paulo. Quando voltou da Alemanha, Marísia abriu um consultório de psiquiatria. Suzane nasceu em 3 de novembro de 1983. Quatro anos depois, veio o caçula Andreas.
Nas vizinhanças da casa onde a família morou por quase quinze anos, na Zona Sul de São Paulo, os quatro são lembrados com simpatia. "Era a família Doriana, a família feliz", diz a psicóloga Luciane Mazzolenis, vizinha do casal, a quem Suzane chamava de tia. Os von Richthofen se mudaram do sobrado — avaliado em 400 mil reais — em 2000. Mas Manfred e os filhos iam com frequência à casa para pegar correspondências e varrer as folhas do quintal. Os conflitos familiares começaram quando Suzane iniciou seu relacionamento com Daniel.

### Manfred von Richthofen
Manfred Albert von Richthofen (Erbach, 3 de fevereiro de 1953 – São Paulo, 31 de outubro de 2002) foi um engenheiro alemão naturalizado brasileiro, casado com a psiquiatra Marísia von Richthofen. Através de seu pai, seu ramo teria perdido a maioria de suas posses e influência, principalmente em decorrência da queda do Império Alemão em 1918, e da grande participação da sua nação na Primeira Guerra (1914-1918) e Segunda Guerra Mundial (1939-1945). Segundo nota de casamento de Manfred publicada em jornal, seu pai era Joachim Hermann Oskar von Richthofen. Em 1996, Manfred concedeu uma entrevista ao extinto Jornal da Tarde, onde afirmou ser sobrinho-neto do Barão Vermelho. Tal entrevista foi resgatada em outubro de 2021 por um portal da cidade gaúcha de Santa Cruz do Sul, onde teria nascido a mãe de Manfred, que se mudou para a Alemanha. Apesar de o suposto parentesco de Manfred com Barão Vermelho ter sido amplamente difundido pela imprensa brasileira, a linhagem alemã da família aristocrata negou qualquer parentesco.
Segundo um amigo pessoal, Manfred não era uma pessoa expansiva, mas tinha muito bom humor, era muito inteligente e prezava pela educação dos filhos. Ele trabalhava na Dersa desde novembro de 1998 e era diretor de Engenharia da empresa desde junho de 2002. Como funcionário dessa empresa, participou do projeto de construção do Rodoanel Mário Covas de São Paulo, via expressa que contorna a cidade, ligando várias rodovias. Manfred recebia na estatal 11 mil reais mensais, mas tinha posses por causa da sua família. Marísia, que mantinha um consultório psiquiátrico, ganhava em torno de 20 mil reais em consultas. A fortuna de Manfred era avaliada em cerca de 11 milhões de reais em valores atualizados.
Em julho de 2006, o Ministério Público do Estado de São Paulo chegou a reabrir uma investigação sobre o espólio da família e um suposto enriquecimento ilícito de Manfred com as obras do trecho oeste do Rodoanel. Os recursos iriam para uma conta na Suíça e seriam destinados a Suzane. O caso havia sido investigado pela primeira vez em 2004, mas foi considerado inconclusivo. O novo inquérito correu sob segredo de Justiça e, em 2015, foi novamente arquivado por falta de provas.

### Marísia von Richthofen
Marísia von Richthofen (nascida Marísia Abdalla, José Bonifácio, 19 de janeiro de 1952 – São Paulo, 31 de outubro de 2002), foi uma psiquiatra brasileira. Viveu durante catorze anos de sua vida em José Bonifácio, cidade a 40 quilômetros de São José do Rio Preto. O avô de Marísia, Miguel Abdalla, mudou-se de Sorocaba para José Bonifácio em 1920 e foi um dos pioneiros no comércio local. Com Miguel Abdalla, mudaram-se para Bonifácio seus filhos, entre eles Salim Abdalla, que se casou na cidade com Lourdes Magnani e teve dois filhos - Miguel Neto e Marísia. A psiquiatra estudou na cidade até 1966 e se mudou para São Paulo com seus avós. A notícia deixou seus parentes de Sorocaba e José Bonifácio chocados. Filha de descendentes de italianos e libaneses, formou-se na USP com seu irmão. Era considerada a mais extrovertida e popular da família Richthofen.

### Suzane von Richthofen
Suzane Louise Magnani Muniz (na época do crime Suzane Louise von Richthofen; São Paulo, 3 de novembro de 1983) é uma artesã, empreendendora e criminosa brasileira. Nasceu em uma família rica da cidade de São Paulo, filha do engenheiro Manfred Albert von Richthofen e da psiquiatra Marísia von Richthofen, e irmã de Andreas Albert von Richthofen. Seu pai, nascido em Erbach, emigrou para o Brasil após receber uma proposta de trabalho devido a sua formação como engenheiro. Até a ocorrência dos assassinatos que culminaram com a sua prisão, Suzane morava com seus pais em uma mansão no bairro Brooklin Velho.
Em outubro de 2014, onze anos após sua condenação, Suzane anunciou seu casamento com outra detenta chamada Sandra Regina Ruiz Gomes, condenada a 27 anos de prisão pelo sequestro e morte de um adolescente em São Paulo. Conhecida como "Sandrão", esta era ex-namorada de Elize Matsunaga, que foi presa por matar e esquartejar o marido, Marcos Matsunaga, em 2012. Para conviver com Sandra, Suzane assinou um documento de reconhecimento afetivo, exigido para as presas que decidem viver juntas. Com esse documento, ela trocou a ala das evangélicas, onde vivia, pela cela das presas casadas, onde passou a dividir espaço com mais oito casais. Pessoas ligadas a Elize e Sandra disseram que as duas estavam juntas desde o início do ano e que o relacionamento entre elas acabou por causa de Suzane. As três trabalhavam na oficina de costura da prisão, onde Suzane era chefe. O relacionamento foi apontado como um dos motivos para Suzane ter aberto mão do direito de passar os dias fora da prisão.
Em fevereiro de 2015, Suzane concedeu uma entrevista ao apresentador Gugu Liberato onde disse ter planejado o assassinato dos pais juntamente com os irmãos Cravinhos. Ela também alegou estar arrependida do crime e confessou que conheceu Daniel, que se tornaria seu namorado, quando tinha 14 anos, por intermédio da mãe, e que, com ele, levava uma vida "em que podia fazer de tudo". Ela admitiu sentir falta da presença dos pais, manifestou vontade de ser perdoada pelo irmão, Andreas, e confirmou a sua intenção de abrir mão da herança paterna.
Após a entrevista, "Sandrão" recebeu progressão do regime fechado e foi transferida para o Centro de Ressocialização Feminino de São José dos Campos, a mesma prisão de onde tinha sido expulsa em 2010 depois de agredir um agente prisional. Com a mudança, o relacionamento entre as duas terminou e Suzane começou a namorar um empresário do setor de transportes.
Em fevereiro de 2017, ela foi pré-selecionada para conseguir um empréstimo, através do Fundo de Financiamento Estudantil (FIES), do governo federal, para cursar uma faculdade particular em Taubaté, próxima a Tremembé, cidade onde cumpre pena em regime semiaberto, no presídio feminino. O curso escolhido foi administração de empresas, mas Suzane precisava da autorização da Vara de Execuções Criminais para poder sair no período noturno. Ela conseguiu a permissão em 2016, mas não deu prosseguimento ao curso. Em setembro de 2021, a Justiça autorizou a saída de Suzane da prisão diariamente, em um horário estipulado, para cursar farmácia.
Em 11 de fevereiro de 2023, Suzane foi para o regime aberto após 20 anos presa, em seguida se mudou para Angatuba, interior de São Paulo e abriu um ateliê. Em março, Suzane iniciou um relacionamento com o médico Felipe Zecchini Muniz e em setembro, o biógrafo Ullisses Campbell também anunciou que a criminosa estava grávida e morando em Bragança Paulista, onde ela virou um ícone local. Em 13 de dezembro, Suzane e Felipe fizeram um contrato de união estável e ela alterou seu sobrenome para “Magnani Muniz”, sendo respectivamente o sobrenome de sua vó materna e o outro de seu cônjuge. Em 27 de janeiro de 2024, Suzane deu à luz o seu primeiro filho chamado Felipe, no hospital em que o marido trabalha, Albert Sabin, em Atibaia.

### Andreas von Richthofen
Andreas Albert von Richthofen (São Paulo, 3 de julho de 1987) era um garoto caseiro considerado tímido, e com poucos amigos. Passava a maior parte do tempo trancado no quarto vendo televisão ou no computador, era educado com os empregados da mansão e esperava a chegada de seu pai todos os dias, quando comentava sobre seu dia. Quando a família ia para o sítio que possuía em São Roque, Andreas e Manfred faziam objetos de marcenaria e cuidavam das plantas do jardim. O garoto estudava dois idiomas e alcançou faixa marrom em caratê. Andreas tinha temperamento reservado, como o de seu pai. Recebia cerca de 2 mil reais mensais de mesada dos pais e, ao contrário de Suzane, guardava a maior parte do dinheiro.
Suzane e Andreas eram muito próximos um do outro. De acordo com os relatos, os dois sempre foram unidos, cúmplices e confidentes. "Um sempre protegeu o outro", afirmou uma amiga de infância de Suzane. "Nunca vi os dois brigarem. Eles conversavam muito e se davam bem", disse a ex-funcionária Silândia. O garoto também gostava de brincar no quintal de casa com uma espingarda de chumbinho e de cuidar de um porquinho-da-índia. Andreas estudou com a irmã no Colégio Humboldt até o fim de 2001, quando passou a estudar no Colégio Vértice por decisão de seus pais, já que Suzane não havia sido aprovada em um vestibular da USP. Na época, o Colégio Vértice era número um em aprovações no vestibular da USP.
Após seu primeiro depoimento, em 31 de outubro de 2002, Andreas foi afastado da irmã, passando a viver com o único tio materno, Miguel Abdalla. Reencontrou Suzane pela primeira vez em 13 de novembro, na reconstituição do caso na mansão da família. Em 14 de novembro visitou a irmã no 89º DP, no bairro Morumbi, acompanhado do advogado dela, Denivaldo Barni. Na ocasião, Barni divulgou um bilhete supostamente escrito pelo garoto. No julgamento da irmã, Andreas afirmou que foi coagido a escrever o bilhete de perdão à irmã.
"Perdoar é abrir o coração. Não só perdoei minha irmã Su, mas continuo a amá-la. Agora, principalmente, é o momento em que ela mais precisa do amor. Apesar da dor, tenho plena certeza de que nossos pais a perdoaram. Ainda ontem ouvi uma frase que muito me marcou: a humanidade deve caminhar unida em busca da civilização do amor"— Polêmico bilhete supostamente escrito por Andreas.
Após a divulgação do suposto bilhete, Andreas foi "bombardeado" pela mídia sensacionalista, mas o promotor Roberto Tardelli e o tio do garoto, Miguel, saíram em sua defesa, afirmando que o bilhete foi um "golpe baixo" dado por Suzane e seu advogado, Denivaldo. Tais críticas chamaram a atenção do Centro de Apoio Operacional das Promotorias da Criança e Adolescente, que enviou uma notificação ao advogado de Suzane. Andreas visitou Suzane pela última vez na véspera de Natal de 2002, no Carandiru, onde não passou pela fila. Segundo a diretora da penitenciária do Carandiru, Andreas entrou direto porque sua presença na fila poderia causar tumulto. Andreas obteve também permissão para que um Audi A4 fosse buscá-lo dentro da penitenciária, o que causou revolta em parentes de detentas que precisaram parar seus carros na rua. A diretora disse que quem foi buscar Andreas era um advogado, por isso pôde entrar com o carro.
Em 2004, foi aprovado nas cinco principais universidades do estado. Em 2005, quando Suzane foi solta, procurou o promotor Tardelli "temendo sua morte" após ver Suzane rondando a casa em que ele vivia com o tio e a avó materna. Andreas soube que ela havia visitado a casa quando a avó, Lourdes, estava sozinha e inclusive registrou fotos com a avó. Andreas e seu tio Miguel não perdoaram Suzane e não aceitaram acolhê-la na época de sua liberdade. A avó materna, Lourdes, perdoou a neta, mas declarou que "não podia aceitar uma atitude dessas e não queria dividir o mesmo teto com ela". Andreas nunca falou sobre o crime para a imprensa e não visita Suzane desde a véspera de natal de 2002. Durante o período em liberdade, Suzane declarou que ligava para o irmão uma vez por semana, mas ele não a atendia. E quando o fazia, a conversa acabava em discussão.
Andreas cursou Farmácia e Bioquímica na Universidade de São Paulo (USP) entre 2005 e 2009. Ingressou em doutorado em Química Orgânica em 2010 pela mesma universidade, com bolsa de estudos do CNPq, obtendo o doutorado em 2015. Viveu na Vila Congonhas com o tio Miguel e a avó materna Lourdes Magnani Silva Abdalla (falecida em 2006) de novembro de 2002 a meados de setembro de 2011, quando foi noticiado que teria se mudado para Zurique, Suíça. Durante os estudos na USP, de 2005 a 2015, ele morou na cidade de São Paulo, onde em 2017 morava na casa que tinha sido o consultório de psiquiatria da sua mãe. Durante a pandemia de covid-19 ele se mudou para o sítio da família em São Roque, interior do estado de São Paulo, onde morava em 2024.

## Família Cravinhos
Os Cravinhos eram considerados a "família do barulho" pela vizinhança, pois consertavam carros e motos e testavam aeromodelos na vila. Casados há 42 anos e há 30 vivendo na mesma vila, Nadja e Astrogildo têm mais um filho, Marco, que é casado e ajudava financeiramente os pais. Cristian, o do meio, era apontado como o problemático. Discutia com os moradores e passava o dia mexendo em motos. Ele adorava esportes radicais: pulou de paraquedas e fazia motocross. Daniel, o caçula, era simpático e educado. Desde os 13 anos, dedicava-se ao aeromodelismo. Foi campeão paulista, brasileiro, pan-americano, sul-americano e o quinto melhor do mundo em aeromodelismo em 1998 em um campeonato disputado em Kiev, Ucrânia. Colegas do aeródromo dizem que era muito habilidoso para construir e pintar os aparelhos. E era de fazer aviões que ele vivia, ganhando cerca de 1,4 mil reais por unidade. Chegou a cursar seis meses de Direito na Universidade Paulista (UNIP), mas largou o curso porque não gostou dele. Na década de 1970, o pai, Astrogildo, foi condenado por falsidade ideológica por usar uma carteira falsa da Ordem dos Advogados do Brasil. Mais tarde ele cursou Direito, mas nunca advogou. Aposentou-se como escrivão de cartório. Os vizinhos nunca ouviram brigas e discussões na casa dos Cravinhos.

### Irmãos Cravinhos
Daniel Bento de Paula e Silva (na época do crime Daniel Cravinhos de Paula e Silva; São Paulo, 26 de janeiro de 1981), é o autor do assassinato de Manfred. Foi condenado a 39 anos e meio de prisão. Obteve em fevereiro de 2013 junto a seu irmão o direito de regime semiaberto, em que pode sair de dia para trabalhar e voltar à cadeia para dormir. De 2014 a 2023, Daniel foi casado com a biomédica Alyne Bento, com o casamento o criminoso alterou seu sobrenome. Em 2018, Daniel passou para o regime aberto e começou a trabalhar personalizando motos e capacetes. Em 2023, começou um relacionamento com a cabeleleira Andressa Rodrigues. Atualmente vive em Campo Belo, São Paulo e voltou a praticar aeromodelismo.
Cristian Cravinhos de Paula e Silva (São Paulo, 21 de novembro de 1975): autor do assassinato de Marísia. Era um usuário de drogas na época do crime, tendo chegado a ser internado em uma clínica de reabilitação. Cristian foi o primeiro a confessar o crime e, na reconstituição, se emocionou. Até recentemente, os irmãos Cravinhos eram inseparáveis. Daniel e Cristian permanecem na mesma penitenciária, mas já não dividem cela e não se falam. O motivo da discórdia dos irmãos é a estratégia de defesa. Cristian foi condenado a 38 anos e meio de prisão. Como seu irmão, recebeu em fevereiro de 2013 o direito de regime semiaberto. Na noite do dia 5 de março de 2025, Cristian foi solto após uma decisão da Justiça autorizar que ele cumpra o restante da pena fora da cadeia.

### Astrogildo e Nadja de Paula e Silva
Astrogildo Cravinhos de Paula e Silva (São Paulo, 1945 – São Paulo, 2014) foi um escrivão aposentado e pai de Daniel e Cristian. Concedeu diversas entrevistas e foi criticado por desmoralizar o casal Richthofen em várias declarações para, segundo o promotor Roberto Tardelli, achar uma justificativa para o crime. Em 2010, Suzane afirmou que Astrogildo foi o mandante do crime.
Nadja Quissak Cravinhos de Paula e Silva (São Paulo, 1946) é professora de pintura em tela e mãe de Daniel e Cristian. Concedeu uma única entrevista sobre o caso, para a revista Crescer, em dezembro de 2002. "Eu perdoo meus filhos. Se não o fizesse, não seria digna de ser mãe. Mas acho que eles precisam de punição", declarou na entrevista.

## Relação de Suzane com a família Cravinhos
Na tarde de um domingo de agosto de 1999, Manfred, Marísia, Suzane e Andreas foram dar um passeio no Parque Ibirapuera. Conheceram Daniel, competidor de aeromodelismo. Andreas interessou-se pela prática recreativa e pediu aos pais para fazer o curso. Daniel começou a dar aulas de aeromodelismo para Andreas. Em pouco tempo, os dois ficaram muito próximos. Daniel levava o menino para andar de bicicleta e para disputar corridas de autorama. Segundo conhecidos, Andreas ainda teria ajudado a irmã a se aproximar do rapaz. "Suzane achou Daniel bonitinho e mandou um bilhete por Andreas", disse uma amiga de infância de Suzane em depoimento. Manfred e Marísia não se importaram quando Suzane começou a ter um relacionamento mais íntimo com Daniel, acreditando que isso seria passageiro.
Os relatos afirmam que Andreas ouvia os segredos da irmã e participava da vida dela com o namorado. Segundo esses relatos, Andreas costumava praticar algumas delinquências na companhia do casal. Escondido no porta-malas do carro - disse Andreas a interlocutores -, ele teria ido conhecer um motel com a irmã e o cunhado, onde fumaram maconha. Foi por meio do casal que Andreas experimentou maconha, pela primeira vez, no Parque Villa-Lobos. Daniel, segundo o que Andreas afirmou a policiais que investigavam o caso, era como um "irmão mais velho". "Cristian também era um amigo querido", disse ele nos depoimentos.
Com o tempo, o relacionamento tornou-se mais sério e Manfred e Marísia ficaram preocupados. Para sobreviver, Daniel fazia de um a dois aviões por mês e os vendia por cerca de 1 400 reais. Também fazia manutenção e vendia peças para aficionados. Suzane pedia dinheiro além da mesada ao pai para emprestar ao namorado e dava-lhe muitas roupas e presentes. Seu irmão, Cristian, chegou a ser internado por dependência de cocaína e vivia às voltas com dívidas com traficantes. Também chegou a prestar serviços como informante da polícia. O casal Richthofen achava que Daniel não fazia bem à sua filha.
Amigos de Suzane e Daniel contam que os dois mudaram depois que o relacionamento adolescente se tornou mais sério. Suzane perdeu aos 16 anos a virgindade com Daniel e na mesma época passaram a fumar maconha quase todos os dias, tendo experimentado também ecstasy. A última viagem que Suzane fez sem o namorado foi para a casa de praia de uma das melhores amigas, em Porto Seguro, no Ano-Novo de 2000. Depois disso, era difícil encontrá-la sem Daniel. Para ficar com o namorado, a garota deixou de ir à festa após a colação de grau no colégio, o que deixou seus pais profundamente irritados. Na faculdade de Direito, o contato do casal era tão estreito que nem as excursões escapavam. Daniel ficava ao lado da namorada mesmo em atividades escolares. Ele acompanhou Suzane com a turma dela em uma visita ao Fórum João Mendes Júnior e à ALESP. "Parecia que a vida de um era em função do outro. Ela só passeava, saía à noite ou viajava com ele", conta Beatriz Chagas, colega de turma de Suzane na PUC. Companheiros de aeromodelismo dizem que Daniel também mudou. "Às vezes ele abria mão dos treinos para ir buscá-la", diz o estudante de Direito e aeromodelista Ênio Tosta. Em seu quarto, na casa dos pais, Daniel colocou dois painéis com dezenas de fotos dele e de Suzane. Uma caricatura do casal também dividia espaço com o aeromodelo que ele utilizava em competições. Sobre a cama, havia um travesseiro estampado com uma foto de Suzane ao lado de seus bichinhos de pelúcia. Desde o início do namoro o casal aproveitava as tardes para ir ao motel Disco Verde de táxi. Mas no fim de 2001, os pais começaram a tentar convencer Suzane para que desse um fim ao namoro, pois descobriram o envolvimento de Daniel com drogas e a filha "desmotivada" para o estudo. Suzane começou a passar as noites com Daniel às escondidas, dizendo aos pais que ia ficar na casa de amigas estudando. "Ela nos avisava e a gente encobria a mentira", lembra uma das amigas. Em uma noite de abril de 2002, a estratégia deu errado. Marísia telefonou à melhor amiga de Suzane e descobriu que a filha não havia ido dormir lá. Exigiu explicações na manhã seguinte quando a garota voltou para casa, e Suzane contou que havia passado a noite em um motel. Marísia e Manfred resolveram daí proibir definitivamente o namoro.
No dia das mães de 2002, os von Richthofen iriam almoçar em um restaurante de São Roque. Suzane recusou-se a ir, xingou o pai e apanhou dele pela primeira vez aos 18 anos. Manfred deu um tapa em sua filha, que saiu de casa dizendo que não voltaria. Mas voltou, prometeu aos pais que o relacionamento tinha acabado e tirou a aliança de compromisso do dedo. Porém, o relacionamento continuou às escondidas.
Com a proibição, Suzane, que costumava passar tardes inteiras conversando com a mãe, afastou-se de vez dos pais. Brigava com a família a cada vez que chegava em casa com o namorado. 'Em julho, meus pais foram passar um mês fora. Aquele mês foi como um sonho', disse Suzane. Quando eles chegaram, Suzane sugeriu que lhe comprassem um apartamento ou flat para que ela pudesse morar com Daniel. Manfred recusou, dizendo que a filha deveria se formar, trabalhar e - aí sim - morar com quem quisesse. A negativa incentivou o planejamento do assassinato.
No início de setembro de 2002, o 12º Batalhão da Polícia Militar de São Paulo foi chamado para apartar uma briga em uma casa no bairro de classe média Campo Belo. Os policiais chegaram ao lugar às 2h da manhã. Encontraram Manfred no portão vestindo bermudas, camisa e chinelos. Transtornado, Manfred batia boca com Daniel, então aos 21 anos. Suzane, então aos 19 anos, tentava acalmá-los. Aos poucos, os ânimos esfriaram. Mas pai e namorado saíram da discussão remoendo pequenas ameaças. 'Qualquer dia desses ainda quebro esse moleque', disse Manfred a um dos policiais. Um pouco menos calmo, Daniel contou que o engenheiro ameaçava bater na filha se eles continuassem o namoro. 'Tenho vontade de pegar esse velho', afirmou. Era a terceira intervenção da polícia em brigas entre os dois, pois em maio e junho, telefonemas anônimos já haviam pedido ajuda para confusões semelhantes. O motivo era sempre o mesmo: Suzane chegava tarde em casa e tentava entrar com Daniel, o pai impedia e começavam as discussões.
No enterro de Manfred e Marísia, a aliança de compromisso já estava de volta ao dedo de Suzane. A paixão resistiu aos primeiros meses de prisão, mas em março de 2004 uma carta de Daniel a Suzane deu o sinal de que o amor não era o mesmo: "Não sei por que você não fala mais com os meus pais e nem comigo, será que não confia mais em mim?".

## Assassinatos
Suzane e os Cravinhos, dias antes do crime, fizeram um teste de barulho causado pelos disparos de uma arma de fogo e com isso descartaram a ideia de utilizar uma. Na tarde de 30 de outubro de 2002, Suzane e Daniel Cravinhos repassaram pela última vez os planos do assassinato dos pais da moça. Conversaram com Cristian, que morava na casa da avó, o qual, ainda relutante, não deu a certeza de que participaria nos eventos que se seguiriam à noite. Daniel pediu que o irmão pensasse a respeito e, se resolvesse ajudá-los, que os esperasse em uma dada rua, próxima a um cyber café aonde levariam Andreas. Naquela noite, o irmão de Suzane, Andreas, na ocasião com quinze anos, foi levado pela garota e pelo namorado dela para o referido cyber café. Ele foi seduzido pela ideia de que no aniversário de namoro da irmã a comemoração do casal seria em um motel e a dele seria na LAN house, e que Suzane iria convencer seus pais a deixar o irmão faltar à escola no dia seguinte.
Cristian já estava no cyber café. Ele chegou ao local às 22h12 e saiu às 22h50, para que Andreas não o visse. Por volta das 23h20, Suzane e Daniel encontraram-se com Cristian perto do local. Os três seguiram para a mansão dos von Richthofen no Volkswagen Gol da estudante. Dias antes da noite do assassinato, Suzane havia meticulosamente desligado o alarme e as câmeras de vigilância da casa, de modo que nenhuma imagem do trio chegando fosse capturada.
Por volta da meia-noite, eles estacionaram o carro na garagem. Segundo a polícia, no carro já estavam as barras de ferro, ocas, que foram utilizadas no assassinato. Os rapazes vestiram blusas e meias-calças para evitar que caíssem pelos pela casa, material que poderia ser usado pela polícia para provar a autoria do crime. Suzane abriu o portão, subiu as escadas e acendeu a luz do corredor, para que os irmãos tivessem visão do quarto do casal. Marísia e Manfred dormiam. A estudante separou sacos de lixo e luvas cirúrgicas, que eram utilizadas pela mãe, psiquiatra.
Os irmãos, armados com barras de ferro, entraram no quarto do casal. Daniel seguia em direção ao engenheiro Manfred, enquanto Cristian ia em direção a Marísia. Eles foram golpeados na cabeça. Manfred faleceu na hora. Marísia, ao ser atacada, acordou e tentou se defender com as mãos e por isso teve três dedos fraturados. Cristian disse à polícia que bateu em Marísia por cinco vezes e colocou uma toalha em sua boca para que parasse de implorar para que os supostos "assassinos" não atacassem seus filhos, que, para ela, estavam dormindo. Ainda segundo o relato de Cristian, em determinando momento, enquanto agonizava, Marísia passou a emitir um som "parecido com um ronco". Para tentar silenciá-la, Cristian Cravinhos então pegou uma toalha no banheiro do casal e empurrou-a pela garganta da psiquiatra, o que quebrou um dos ossos do pescoço de Marísia. Depois de confirmar que os dois estavam mortos, Daniel colocou uma arma pertencente a Manfred perto de seu braço, ao lado da cama, e cobriu o rosto dele com uma toalha. O corpo de Marísia foi envolvido em um saco plástico de lixo, que havia sido deixado por Suzane na escada para que os irmãos depositassem as barras de ferro e suas roupas manchadas com o sangue dos pais.
"Chegamos em casa, eu entrei e fui até o quarto dos meus pais. Eles estavam dormindo. Aí, eu desci, acendi a luz e falei que eles podiam ir. Fiquei sentada no sofá, com a mão no ouvido. Eu não queria mais que meus pais morressem. Mas aí eu percebi que não tinha mais o que fazer, que já era muito tarde", confessou Suzane no depoimento após ser detida.
Não há certeza sobre a posição de Suzane na casa enquanto o crime ocorria e se, depois, ela viu os corpos dos pais. De acordo com a reconstituição do crime, ela ficou no térreo, onde aproveitou para roubar o dinheiro em espécie que havia na casa, guardado dentro de uma pasta de couro com código. Suzane abriu a maleta, pois sabia o segredo, mas Daniel depois cortou a pasta com uma faca para forjar o roubo de 8 000 reais, 6 000 euros e 5 000 dólares. Eles ainda abriram um cofre do casal, onde estavam joias e um revólver, localizado no quarto. Os acusados espalharam as joias pelo chão e deixaram o revólver, intacto, ao lado do corpo do engenheiro. Os bastões ensanguentados foram lavados na piscina e tudo que foi usado no crime foi colocado dentro de sacos de lixo, tendo os três inclusive trocado de roupa.
O dinheiro roubado e algumas joias ficaram com Cristian, como pagamento por sua participação. Após o crime, ele foi deixado perto do apartamento onde morava com a avó, e o casal passou à terceira parte do plano: forjar o álibi. Suzane e Daniel foram para o motel Colonial na avenida Ricardo Jafet, na região do Ipiranga, zona sul. Ficaram na suíte presidencial, pela qual pagaram cerca de 300 reais, pediram uma Coca-Cola e um lanche de presunto. Daniel curiosamente pediu uma nota fiscal, a primeira expedida pelo motel. O casal ficou no local da 1h36 às 2h56, segundo a polícia.
Ao deixar o motel, a dupla passou no cyber café para pegar Andreas. Eles foram até a casa do namorado da estudante e disseram ao adolescente que ele poderia andar em uma mobilete de Daniel. Pouco depois, conforme o plano original, começou a segunda etapa da simulação. Por volta das 4h, Suzane e Andreas retornaram para casa. Eles chegaram à mansão, onde Suzane disse ter "estranhado" o fato de as portas estarem abertas. Andreas entrou na biblioteca e gritou para os pais, enquanto Suzane, orando, correu para a cozinha, pegou uma faca e a entregou ao irmão, ordenando-lhe que esperasse do lado de fora da mansão. A estudante ligou para o namorado e depois, junto de Andreas, deu vários telefonemas para dentro da casa, esperando que seus pais atendessem.
Às 4h09, Daniel contactou a polícia. Disse que estava em frente à casa da namorada, que suspeitava de um assalto no lugar e pediu a presença de uma viatura.
Alexandre Paulino Boto foi o primeiro policial a chegar ao local. Em seu depoimento durante o julgamento do trio, classificou o assassinato como um “crime de amadores”. “O crime era um procedimento de amadores. Largaram as joias, celulares, deixaram uma arma no quarto do casal. Se alguém quer roubar, furtar, não deixaria isso no local”, afirmou o policial, em 2006. “Um ladrão não deixaria a arma no chão." Boto disse ter estranhado o comportamento de Suzane, que lhe perguntou quais seriam os procedimentos que a polícia iria seguir. “Eu estranhei a pergunta e a atitude impassível diante da morte dos pais”, afirmou. Em seguida, ela perguntou como estavam os pais. “Quando eu disse que estavam bem, ela ficou espantada. ‘Como?’, perguntou.” O policial também estranhou as perguntas de Daniel, que chegou ao local pouco depois. "Você sabe se levaram alguma coisa de dentro da casa? Parece que a família guardava todo o dinheiro em uma caixinha." Em seguida, Daniel falou os valores exatos das quantias guardadas.
Enquanto um policial permaneceu com Suzane e Andreas do lado de fora da mansão, Boto e outro policial entraram na residência, com cuidado, pois ainda havia a possibilidade de se encontrar um suposto ladrão. No andar de baixo, a biblioteca estava totalmente revirada, a sala e a cozinha estavam em ordem. Uma escada levava ao andar superior. Os PMs subiram e verificaram o que parecia ser um quarto feminino, com o closet revirado e bichos de pelúcia jogados ao chão. O quarto seguinte era tipicamente masculino, com um aeromodelo pendurado no teto, tudo organizado; 3 travesseiros cobertos por um lençol. O próximo quarto era de casal, um homem estava morto na cama próximo a uma arma; a hipótese de suicídio foi logo descartada, quando Boto encontrou um corpo feminino debaixo dos lençóis.
Temendo a reação dos jovens, os policiais acionaram uma viatura de resgate. Nessa altura da noite, por volta das 4h30, a família de Daniel já estava no local, abraçada com Suzane e Andreas. Boto pediu que Daniel contasse aos filhos do casal que seus pais haviam sido assassinados. Daniel abraçou os dois, abaixaram a cabeça, cochicharam. Andreas se afastou do grupo, aparentemente em estado de choque. Suzane se aproximou de Boto e perguntou “O que eu faço agora?”.
Por volta das 5h, já era possível ouvir o som de sirenes se aproximando. O pai de Daniel, Astrogildo Cravinhos, se encarregou de falar com os repórteres de várias redes de televisão, enquanto Suzane e Andreas eram encaminhados à delegacia. O relógio marcava 6h e o comportamento do casal logo chamou a atenção de todos na delegacia. Durante a espera para serem atendidos, Suzane tirava um cochilo encostada nos ombros de Daniel. Andreas ficou ali sentado, encolhido e visivelmente abalado, enquanto a irmã trocava carícias com o namorado. Entre as frases enquanto faziam o boletim de ocorrência, eram trocados beijos e carícias entre o casal. Suzane disse ao delegado titular Dr. Enjolras Rello de Araújo, “Eu gostaria que vocês matassem e torturassem esses caras que mataram meus pais” e sorriu para Daniel.

## Investigações
Para todos os envolvidos na investigação do assassinato do casal Von Richthofen, desde o início aquele "latrocínio" parecia uma encenação e os trabalhos se concentraram nas pessoas mais próximas da casa: filhos, empregada, colegas de emprego de Manfred na Dersa e pacientes de Marísia. A polícia investigou o relacionamento de Suzane com Daniel Cravinhos. Segundo amigos da família, Manfred e Marísia não aprovavam o relacionamento que, por pressão maior da mãe, chegou a ser rompido uma vez. No dia 4 de novembro de 2002, Suzane prestou o segundo depoimento aos policiais do Departamento de Homicídios e de Proteção à Pessoa (DHPP). O interrogatório, para tirar dúvidas sobre eventuais contradições, durou cerca de duas horas.
Após suspeitar da compra de uma moto nova por Cristian Cravinhos poucos dias após os assassinatos, a polícia o prendeu preventivamente, enquanto interrogava Daniel. No dia 8 de novembro de 2002, Cristian, Daniel e Suzane confessaram o assassinato do casal.

### Entrevista de Suzane ao programaFantástico
O programa dominical da Rede Globo Fantástico passou nove meses conversando com Denivaldo Barni, o advogado-tutor de Suzane, para conseguir uma entrevista exclusiva. Naquele período, houve uma conversa telefônica e dois encontros com Suzane sem câmeras. No início de abril de 2006, o advogado confirmou a realização da entrevista, pedindo que naquela reportagem não fossem exibidas cenas de arquivo. A gravação seria feita em duas etapas: a primeira em 5 de abril de 2006 no apartamento de Barni no Morumbi.
Na tarde de 5 de abril, o Fantástico encontrou uma jovem de 22 anos que falava e se vestia como uma criança. Na camiseta, uma estampa da Minnie. Nos pés, pantufas de coelho. A franja cobria os olhos o tempo inteiro. Ela começou a entrevista mostrando fotos de amigos e da família. Percebia-se ao longo da entrevista que, quando questionada sobre o que sentia pelo ex-namorado, Suzana olhava para Barni: "Muito ódio. Muito, muito, muito. Demais. Ele destruiu a minha família, ele destruiu tudo, tudo, tudo o que eu tinha de mais precioso ele tirou de mim. O que eu tinha de mais precioso…" Logo no começo da gravação, a câmera registrou uma conversa ao pé de ouvido entre Barni e Suzane. O microfone, já pré-ligado, captou o diálogo. Ele orientou Suzane a chorar na entrevista. "Fala que eu não vejo. Chora…".
A entrevista foi ao ar no dia 9 de abril de 2006. O programa televisivo explorou a ideia de que a entrevista de Suzane fosse uma farsa da defesa dela para torná-la vista pela opinião pública de uma outra forma: como uma menina meiga (usando pantufas), imatura, infantilizada e altamente influenciável, o que a teria motivado a fazer o que fez. Baseada na ideia de que Suzane solta poderia influenciar ou até mesmo atrapalhar o julgamento, ela foi presa novamente no dia seguinte à exibição da entrevista.
Por outro lado, Barni defendeu que pediu que sua cliente chorasse para que ela sensibilizasse o irmão Andreas. Segundo Barni, Suzane lutava para receber a herança dos pais, mas o seu irmão opunha-se a isso, tendo acionado a Justiça numa "Ação de Exclusão" de Suzane como herdeira — facultada pela legislação brasileira contra aqueles que atentaram contra a vida dos eventuais legadores.

## Julgamento
O julgamento dos três réus foi marcado para 5 de junho de 2006 no 1º Tribunal do Júri de São Paulo. Suzane chegou ao fórum por volta das 11h30. Os irmãos Cravinhos chegaram uma hora antes. O julgamento estava previsto para começar às 13h.
Os advogados dos irmãos Cravinhos, Geraldo e Divaine Jabur — alegando que não conseguiram se encontrar com seus clientes para melhor preparar a defesa — não compareceram ao júri, com o que o julgamento dos irmãos foi cancelado. Na sequência, após os advogados de Suzane se retirarem do plenário — depois de uma discussão com o juiz quanto ao fato de uma testemunha imprescindível não ter comparecido —, o júri dela também foi adiado.
Com o intuito de evitar novo adiamento, o juiz do caso tomou algumas precauções, como autorizar o encontro entre os irmãos Cravinhos e um de seus advogados no fim de junho de 2006, e nomear um defensor público (e até um substituto para este último) para defender os irmãos, caso seus advogados novamente faltassem. Possíveis manobras da defesa de Suzane não eram esperadas, já que ela não tinha mais o benefício de prisão domiciliar. Um novo julgamento foi marcado para segunda-feira, 17 de julho de 2006. A sentença foi proferida na madrugada de sábado, 22 de julho, às 2h.

### Primeiro dia
No primeiro dia de julgamento (17 de julho de 2006), surgiram polêmicas e novas versões para os fatos. Os três acusados depuseram. Em seu depoimento, Suzane afirmou que não tinha conhecimento do plano para matar seus pais, concebido e executado única e exclusivamente pelos irmãos Cravinhos. Ela também disse que estava "muito maconhada" quando o crime ocorreu, que conduziu os irmãos para a casa sem saber que seus pais iriam ser assassinados, e que só se deu conta do ocorrido ao chegar em casa com seu irmão Andreas. Afirma ainda que Daniel era excessivamente ciumento. Fez menção a uma vez em que ela fez uma viagem à Alemanha e foi obrigada a gastar muito com cartões telefônicos, apenas para manter contato com o namorado. Quando Suzane voltou, Daniel disse a ela que não poderia ficar longe dela por tanto tempo e que tinha tentado se matar por causa da ausência de sua namorada. Suzane declarou ter dado a Daniel presentes caros custeados com o dinheiro dos pais. Segundo Suzane, ela presenteava Daniel com DVDs, TVs e bens caros. 'Ele sempre estava com dinheiro na carteira. Mas era sempre o meu dinheiro', declarou a filha das vítimas do assassinato. Suzane ainda declarou que no clube de aeromodelismo onde ela e seu irmão Andreas conheceram Daniel, ela ficou sendo conhecida como "a galinha dos ovos de ouro da família Cravinhos".
Outro ponto de conflito foi a perda de sua virgindade: enquanto ela afirmava tê-la perdido com Daniel Cravinhos, Daniel disse que ela a perdeu com seu namorado anterior. Segundo o jornal Folha de S.Paulo, esta discussão é relevante porque desta forma pode cair por terra a principal tese da defesa de Suzane, a de que Daniel exercia um fascínio irresistível sobre isso.
Cristian, por sua vez, também apresentou novas informações: segundo ele, apenas seu irmão Daniel teria matado Manfred e Marísia. Cristian teria assumido esta responsabilidade por achar que, desta forma, Daniel passaria menos tempo preso. O réu também insistiu que Daniel e Suzane estavam convencidos a cometer o crime, apesar de suas tentativas de dissuadi-los; de acordo com ele, Suzane teria dito: "Quero matar meus pais hoje". Segundo a promotoria, Cristian poderia perder o benefício da redução da pena por ter mudado a versão dos fatos. Já Daniel afirmou, entre outros, que a mentora do crime foi Suzane von Richthofen. De acordo com ele, era de conhecimento geral o péssimo relacionamento entre sua ex-namorada e seus pais. Daniel sustentou que Suzane sofria agressões físicas e verbais, além de abusos sexuais (fato que Suzane negou: ela classificou sua família como "normal, do bem"). Por isso e pela herança, Daniel afirmou que Suzane estaria convencida a matar seus pais. Ele também afirmou ter sido "usado" pela ex-namorada para dar cabo de seu plano.
A defesa dos irmãos Cravinhos acusou Suzane de "mentirosa" e pediu uma acareação entre os três acusados, pedido acatado pelo juiz Alberto Anderson Filho. Esta acareação poderia esclarecer pontos cruciais, como quem foi o mentor e qual o real papel de Suzane no crime – há controvérsias, por exemplo, se ela teria ou não visto o corpo dos pais.

### Segundo dia
A parte principal do segundo dia de julgamento (18 de julho de 2006) foi o depoimento de Andreas, irmão de Suzane. A primeira pessoa a ser ouvida, Andreas Albert von Richthofen, afirmou que nem ele e nem a irmã foram vítimas de abusos ou maus tratos por parte dos pais, ao contrário do que disse Daniel Cravinhos. O rapaz classificou a relação de Suzane com Manfred e Marísia como normal, sem conflitos excepcionais. Ele também disse ter sofrido "chantagem emocional" para que escrevesse um bilhete dizendo que perdoava a irmã, e que na verdade não a perdoou; afirmou não acreditar em seu arrependimento e nem em sua intenção de desistir da herança, e disse que ele e Suzane foram influenciados por Daniel Cravinhos a usar maconha. Andreas também admitiu se sentir ameaçado pela irmã: "Dizem por aí que ela é psicopata. Eu não sei, mas de uma pessoa assim a gente pode esperar qualquer coisa". Andreas revelou ainda que não consegue fazer uso do dinheiro porque Suzane está complicando o processo. Outra mentira de Suzane teria sido sobre a arma usada no crime. Em seu depoimento, ela disse que a arma era do irmão, o que Andreas negou. Ele disse apenas que Suzane pediu que ele jogasse o objeto fora.
A convite do Ministério Público, foi ouvida também a delegada de polícia Cíntia Tucunduva Gomes. Ela desmontou a versão apresentada no dia anterior pelos irmãos Cravinhos de que apenas Daniel teria golpeado as vítimas: para ela, as agressões foram simultâneas, pois seria impossível que um dos dois tivesse sido atacado sem que o outro esboçasse reação. Gomes também ressaltou a frieza de Suzane, que se portou de modo desapaixonado desde o princípio – após confessar o crime, Suzane teria penteado os cabelos e perguntado ao então namorado se estava bonita, antes de ser fotografada e fichada no DHPP (Departamento de Homicídios e Proteção à Pessoa).
Foram ouvidos ainda: Fábio de Oliveira (agente penitenciário) e Hélio Artesi (pai de uma ex-namorada de Cristian), que atestaram o bom comportamento dos irmãos Cravinhos; Ivone Wagner, que testemunhou que Suzane tratava mal sua mãe; e o policial militar Alexandre Boto, que "estranhou" a atitude de Suzane ao chegar à casa dos von Richthofen para verificar o que havia ocorrido.

### Terceiro dia
No terceiro dia de julgamento (19 de julho de 2006), os advogados de Suzane tentaram manobra para incluir novos documentos nos autos do processo (ver seção relativa à Herança). A mãe dos réus Cristian e Daniel Cravinhos, Nadja Cravinhos de Paula, prestou um depoimento carregado de emoção. Ela ressaltou o arrependimento e profunda vergonha que os filhos estariam sentindo, apesar de pedir aos jurados punição para todos: "Cada um tem que pagar pelo que fez, e não pelo que não fez." Afirmou que perdoou a todos, que os pais de Suzane eram agressivos quando bebiam e que de fato abusavam sexualmente da garota, que Andreas era influenciado em demasia por Suzane, e que Cristian não tinha mais problemas com drogas, pois teria largado dez anos antes.
Reforçando a linha de defesa montada pelo advogado dos filhos, Nadja declarou que Suzane não perdeu a virgindade com Daniel e que Manfred e Marísia bebiam muito e "eram extremamente agressivos" entre eles e com os filhos. Nadja disse que, quando Suzane tinha que ir para o sítio com os pais, entrava em pânico. "Não sei se ela se fazia de vítima, fazendo dele (Daniel) um instrumento", contou a mãe dos Cravinhos. Cristian e Daniel choraram bastante durante o depoimento.
Horas depois, Cristian - acredita-se que influenciado pelo depoimento da mãe - mudou seu próprio depoimento, confessando ter golpeado Marísia von Richthofen até a morte. Ele atribuiu a concepção do plano a Suzane: ela os teria convencido a participar do crime alegando que, com os pais, "não tinha vida", e que Manfred a teria tentado estuprar quando ela tinha 13 anos. Entretanto, manteve as declarações de que teria batido a porta do carro e pisado com mais força, na tentativa de acordar o casal e lhes dar alguma chance de reação. Disse também que, mortos Manfred e Marísia, Suzane o teria acalmado, dizendo: "Você não me tirou nada. Você me deu uma nova vida". Ao final do depoimento, Cristian chorava muito e foi abraçado pelo pai. O julgamento foi suspenso por alguns minutos e os jurados retirados do plenário.
Depôs também Fernanda Kitahara, ex-colega de faculdade de Suzane. Ela confirmou que Suzane e Andreas usavam maconha, e que a droga era comprada por Daniel. Disse que sabia de desentendimentos entre Suzane e os pais, ressaltando um caráter controlador por parte deles: "Ela tinha horário pra voltar pra casa, saindo comigo ou com o namorado" - com isso Suzane teria, por várias vezes, mentido aos pais para encontrar Daniel. Também disse que Suzane era, em sala de aula, quieta e sem amigos, graças ao ciúme exacerbado de Daniel, e contou que Suzane lhe disse que o namorado era perseguido pelo espírito de um amigo, o "Nego" ou "Negão". Este afirmava que a acusada teria de escolher entre os pais e o namorado.

### Quarto dia
O quarto dia de julgamento (20 de julho de 2006) começou com a exibição das imagens da perícia realizada no corpo de Marísia. A perita Jane Belucci fez uso de fotografias para esclarecer a dinâmica dos eventos, e a natureza das fotos, tais como a do rosto desfigurado de Manfred, causou desconforto geral. O laudo do IML (Instituto Médico Legal) concluiu que a mãe da ré morreu por traumatismo crânio-encefálico, causado por "instrumento contundente", com vários golpes. De acordo com a análise, a mãe de Suzane teve uma morte agônica, mantendo-se viva por algum tempo. Enquanto essas imagens eram mostradas, os réus Suzane, Daniel e Cristian permaneceram de costas para o telão, sem em nenhum momento olhar para fotos.
O dia foi reservado ainda para a leitura de depoimentos das testemunhas (ainda na fase processual do caso) e para a exibição da reconstituição do filme e de uma série de reportagens acerca do crime, além dos depoimentos dos acusados. Daniel e Cristian choraram copiosamente durante a exibição de suas encenações, e pediram para serem retirados do plenário. Suzane não foi vista chorando, apesar das declarações em contrário de seus advogados, e também abandonou o plenário — para o promotor Roberto Tardelli, entretanto, arrependimento e desespero não diminuem a pena. Os réus divergiram sobre quem ficou responsável por desarrumar a biblioteca da casa na simulação de roubo, e sobre o momento em que pegaram uma garrafa de água para jogar nas cabeças das vítimas.
Também foram lidas cartas de amor trocadas por Suzane e Daniel. Enquanto o rapaz se emocionou a ponto de ser retirado do plenário, Suzane demonstrou constrangimento e desconforto (especialmente nos trechos em que ela chama Daniel de "meu maridinho" e outros apelidos similares, que arrancaram risos do público), mantendo sua cadeira afastada das dos irmãos.
Para o promotor Tardelli, o comportamento dos réus ressalta a "frieza" de Suzane e o "descontrole emocional" de Daniel. A promotoria disse que iria tentar provar que o crime foi inteiramente planejado, que nenhum dos acusados foi induzido. Para isto eles pretendem lembrar, entre outros, que logo após o crime Daniel e Suzane protagonizavam cenas de amor na delegacia, enquanto Cristian foi a um churrasco, viajou e comprou uma moto.

### Quinto dia
No último dia de julgamento (21 de julho de 2006), foram realizados os debates entre acusação e defesa e, após a decisão do Ministério Público de se abrir mão do tempo reservado para réplica, os jurados se reuniram para decidir o futuro dos réus. A advogada Gislaine Jabur tentou convencer os jurados a derrubar as qualificadoras colocadas pelo Ministério Público contra Cristian e Daniel: ela alegou que Cristian não podia ser acusado de duplo homicídio, já que ele matou apenas Marísia; disse que não houve motivo torpe, já que ele não tinha rancor das vítimas; alegou, por fim, que não houve motivo cruel (o laudo do Instituto Médico Legal (IML) atesta que Marísia morreu por traumatismo craniano, e não pela toalha colocada em sua boca). Quanto a Daniel, Gislaine lembrou que, desde a reconstituição do crime, o réu afirmou ter tentado acordar Manfred após tê-lo golpeado, sacudindo seu braço e passando uma toalha por seu rosto. Os advogados também argumentaram que as acusações de fraude e furto não procediam, já que Cristian teria ficado com o dinheiro e as joias a pedido de Suzane.
Os promotores Roberto Tardelli e Nadir de Campos Júnior pediram ao júri a condenação dos réus. A promotoria acusou a defesa de Suzane de preconceito social, quando esta afirmou que a "menina milionária", que vivia alheia à realidade num mundo de conforto material, e que não tinha motivos para cometer um crime, foi facilmente convencida por Daniel a fazê-lo, já que ele, vindo de uma família mais humilde e tendo um histórico de criminalidade e uso de drogas, tinha maior propensão a cometer um crime.
Ao ser acusado pelo promotor de justiça Nadir de Campos Júnior, Daniel Cravinhos teve uma crise de choro e foi abraçado pelo irmão Cristian. Ambos foram retirados do plenário. Suzane, por sua vez, permaneceu no plenário de cabeça baixa, sem esboçar reação.
Os quatro homens e três mulheres que compuseram o júri se reuniram por volta das 22h, no fórum da Barra Funda (zona oeste de São Paulo). Eles responderam a um questionário em que julgavam se cada um dos réus era culpado em 12 itens. As respostas possíveis eram sim e não. No caso dos irmãos Cravinhos, as questões eram, entre outras, se houve motivo torpe, se o meio usado foi cruel, se houve possibilidade de defesa das vítimas, e se havia atenuantes. No caso de Suzane, em seis perguntas os jurados deviam decidir se ela agiu ou não sob coação dos irmãos Cravinhos. Com base nos questionários, o juiz Alberto Anderson Filho, presidente do 1° Tribunal do Júri, estabeleceu e divulgou a sentença.

## Sentença
O Tribunal do Júri condenou Suzane Richthofen e Daniel Cravinhos a 39 anos de reclusão, mais seis meses de detenção, pelo assassinato do engenheiro Manfred e da psiquiatra Marísia von Richthofen, mortos a pauladas no dia 31 de outubro de 2002, na residência deles, no bairro nobre do Brooklin, em São Paulo. A pena-base foi de 16 anos, mais 4 pelos agravantes, para cada uma das mortes. Ambos tiveram sua pena reduzida em um ano; Suzane por ser à época menor de 21 anos, e Daniel, graças à confissão. Já Cristian Cravinhos foi condenado a 38 anos de reclusão, mais seis meses de detenção. Sua pena-base foi de 15 anos, mais 4 pelos agravantes, também para cada uma das mortes. Ele também teve sua pena reduzida em um ano por ter confessado o crime. Mesmo condenados a quase 40 anos, a lei brasileira só permite que um condenado fique preso por no máximo 30 anos.
A sentença só foi anunciada às 3h da madrugada do dia 22 de julho de 2006, pelo juiz Alberto Anderson Filho, que presidiu o julgamento iniciado no começo da semana, no dia 17, no Fórum Criminal da Barra Funda, na capital paulista. Os condenados ainda podiam recorrer, mas não puderam aguardar em liberdade. Também não podiam ser submetidos a novo júri, pois as penas foram inferiores a 20 anos por homicídio praticado. O advogado de defesa de Suzane Richthofen, Mauro Otávio Nacif, disse que saía "muito triste" do Tribunal e que não iria recorrer do resultado, mas que tentaria reduzir a pena da cliente.

## Prisão dos condenados
Na noite de 20 de novembro de 2002, Suzane foi transferida para a Penitenciária Feminina do Carandiru. Daniel foi levado ao Belém 1 e Cristian ao Belém 2. Suzane ficava sozinha numa cela com cama, televisão, chuveiro e vaso sanitário. Ela recebeu ainda a visita da advogada Claudia Bernasconi e de dois outros defensores da área cível. Suzane pediu ainda que pudesse receber a visita do irmão Andreas, de 15 anos, e de sua avó materna.
Em dezembro de 2004, Suzane teve um habeas corpus negado. Em junho de 2005 ele foi aceito, e Suzane foi solta no final do mês. Contudo, um dia após a polêmica entrevista ao Fantástico em um domingo de abril de 2006, Suzane foi presa novamente (12 de abril). O pedido de prisão foi feito à Justiça pelo promotor do caso, Roberto Tardelli, um dia depois da veiculação das entrevistas concedidas por ela à revista Veja e ao Fantástico. A reportagem exibida pela Globo na noite de domingo procurou mostrar o que seria uma "farsa" montada pela defesa de Suzane. A emissora exibiu trechos de gravações em que os advogados a orientavam a chorar. No pedido, o promotor apresentou uma foto de Suzane ao lado de sua avó materna. Com isso, ao decretar a prisão, o juiz entendeu que o irmão de Suzane, Andreas, estava "ao seu alcance" e que "tornaram-se públicas as divergências havidas entre Suzane e seu irmão, ora por desacordo na partilha de bens dos falecidos pais, vítimas".
Daniel e Cristian receberam em fevereiro de 2013 o direito de regime semiaberto, em que podem sair de dia para trabalhar e voltar à cadeia para dormir. Em 10 de maio de 2013, deixaram o presídio pela primeira vez desde 2006, após o período de quarentena da decisão de regime semiaberto, para benefício do Dia das Mães.
Em agosto de 2014, Suzane foi beneficiada com a progressão da pena, do regime fechado para o regime semiaberto, tendo o direito de trabalhar durante o dia e dormir na prisão. De acordo com a juíza Sueli de Oliveira Armani, da 1ª Vara de Execuções Penais de Taubaté, a ré "encontra-se presa há 12 anos, não apresenta anotação de infração disciplinar ou qualquer outro fator desabonador de seu histórico prisional, (...) não há como negar à postulante a progressão ao regime intermediário". Segundo seu advogado, Denivaldo Barni, Suzane deveria exercer atividades de auxiliar no seu escritório.
Pouco menos de uma semana depois dessa decisão da Justiça, Suzane entrou com pedido para permanecer em regime fechado, na Penitenciária de Tremembé, onde cumpria pena, alegando temor de ser hostilizada em outro presídio - fato que já aconteceu quando se encontrava presa no Carandiru. Afirmou ainda que necessitava do salário que recebia por seu trabalho na oficina de confecção de roupas da FUNAP, na penitenciária de Tremembé, onde tinha bom relacionamento com as demais detentas. O pedido ficou de ser analisado.
Em outubro de 2015, Suzane, então presa há oito anos, ganhou o direito de passar para o regime semiaberto, pois já cumprira mais de um terço da pena de 39 anos a que foi condenada, e mostrou bom comportamento. Com a decisão do Tribunal de Justiça de São Paulo, a condenada pode trabalhar fora da penitenciária no horário comercial e dorme na cadeia. Suzane também ganhou direito a saídas temporárias em feriados como o Natal. Apesar do novo regime, Suzane não mudou de endereço, pois a defesa pediu que ela continuasse em Tremembé.
Em maio de 2016, Suzane foi confinada a uma cela solitária no Presídio de Tremembé, onde cumpre pena, devido ao fato de ter fornecido endereço errado por ocasião da saída que lhe foi permitida para passar o Dia das Mães fora da prisão. Segundo reportagem do programa Fantástico, Suzane foi localizada na cidade de Angatuba, no interior de São Paulo, em um endereço que não correspondia ao fornecido à Secretaria de Administração Penitenciária. Para a defesa de Suzane, tudo não teria passado de um mal-entendido, pois o endereço onde ela foi presa distava apenas três quilômetros do fornecido, na mesma cidade. Suzane foi conduzida de volta à cadeia, onde ficou em "regime de observação", por dez dias, até ser apurada a infração. Por "ter cometido grave infração", a Justiça de São Paulo suspendeu a concessão do regime semiaberto, e Suzane voltou ao regime fechado. Segundo a investigação policial, Suzane foi encontrada no Bairro dos Diogos, num sítio da irmã do novo namorado, dona da farmácia localizada no endereço fornecido por ela quando da saída temporária. O novo namorado de Suzane, Rogério Olberg, conhecido como "Alemão", seria um empresário, cujas atividades são desconhecidas, e a quem Suzane conheceu na cadeia de Tremembé, quando este fazia visitas a uma irmã que se encontrava presa no mesmo local. Desde a transferência de Sandra Regina Ruiz Gomes, o "Sandrão", com quem Suzane chegou a dividir uma cela destinada a casais, para o regime semiaberto, em São José dos Campos, que as duas mulheres se separaram.
Em janeiro de 2023, o Tribunal de Justiça de São Paulo informou que Suzane recebeu o benefício do regime aberto, concedido pela 2ª Vara de Execuções Penais de Taubaté, tendo sido cumpridos os requisitos da Lei de Execuções Penais. Suzane já havia reduzido sua condenação de 39 anos para 34 anos e quatro meses, devido aos trabalhos realizados na penitenciária. Desde 2017 que a defesa de Suzane vinha tentando obter a progressão da pena. O Ministério Público anunciou que vai interpor recurso à decisão, solicitando que sejam feitas novas avaliações psicológicas.

## Impacto

### Repercussão política
Após o caso von Richthofen ter vindo a público, o deputado federal Paulo Baltazar (PSB–RJ) elaborou projeto de lei que impede que condenados por crimes contra familiares tenham acesso ao espólio da(s) vítima(s). O projeto foi aprovado pela Comissão de Constituição e Justiça (CCJ) da Câmara em abril de 2006, e aguarda aprovação no Senado. Na mesma oportunidade, também foi aprovado o Projeto de Lei 141/2003, do mesmo autor, que tramitava em conjunto, e que exclui da herança quem matar ou tentar matar o cônjuge, companheiro, ascendente ou descendente.

### Disputa pela herança dos von Richthofen
A herança dos von Richthofen está avaliada em mais de 11 milhões de reais. Quando Suzane completou 18 anos, em novembro de 2001, seu pai teria aberto uma conta de 30 milhões de euros na Suíça em seu nome. O dinheiro provavelmente era fruto de corrupção da DERSA, empresa em que Manfred era o engenheiro responsável pela construção do trecho oeste do Rodoanel Mário Covas, de orçamento bilionário. Como a conta está em seu nome, nada impediria que Suzane tivesse acesso ao dinheiro após cumprir sua pena.
Andreas Von Richthofen, o irmão de Suzane, manteve-se em silêncio desde o julgamento do caso, mas resolveu se manifestar em março de 2015 para rebater as acusações contra seu pai. Segundo denúncias do procurador Nadir de Campos Júnior, Manfred mantinha contas no exterior em nome de Suzane com dinheiro que teria sido desviado da estatal onde trabalhava. Na carta dirigida a Campos Júnior, Andreas disse: "Se há contas no exterior, que o Sr. apresente as provas, mostre quais são e aonde estão, pois eu também quero saber e entendo que sua posição e prestígio o capacitam plenamente para tal. Mas que se isso não passar de boatos maliciosos e não existirem provas, que o Sr. se retrate e se cale a esse respeito, para não permitir que a baixeza e crueldade deste crime manche erroneamente a reputação de pessoas que nem aqui mais estão para se defender, meus pais Manfred Albert e Marísia von Richthofen." Ao se referir ao procurador, Andreas também disse que entendia "a raiva e a indignação contra os três assassinos". "Muito da sociedade compartilha desse sentimento. Eu também. É nojento", disse sobre o crime.
Quanto ao patrimônio do casal von Richthofen, no dia 8 de fevereiro de 2011, a justiça decidiu que a jovem é indigna de receber a herança, pois foi condenada por matricídio. O processo de inventário e partilha estava sob análise da justiça desde dezembro de 2002, dois meses após o crime. Suzane ainda tentou pensão alimentícia do espólio dos pais, mas o pedido foi negado pela Justiça.
Em outubro de 2014, Suzane procurou a Justiça a fim de abrir mão de toda a herança em benefício do irmão, Andreas, e manifestou vontade de reencontrá-lo. Os dois não se veem desde o julgamento, em 2006. No mesmo documento, ela dispensou o advogado Denivaldo Berni, que a acompanhou todos esses anos, alegando sentir-se insegura quanto a sua atuação "tanto no aspecto judicial, quanto pessoal". Além disso, pediu que ele fosse proibido de visitá-la. Entre os bens da herança, encontra-se a residência da família Von Richthofen, avaliada em cerca de 3 milhões de reais.
Em março de 2015, a Justiça de São Paulo determinou que a herança da família seja entregue apenas a Andreas, irmão de Suzane. Na sentença, o juiz determinou que ela deveria ser excluída da partilha, por considerá-la "indigna".

### Na cultura popular

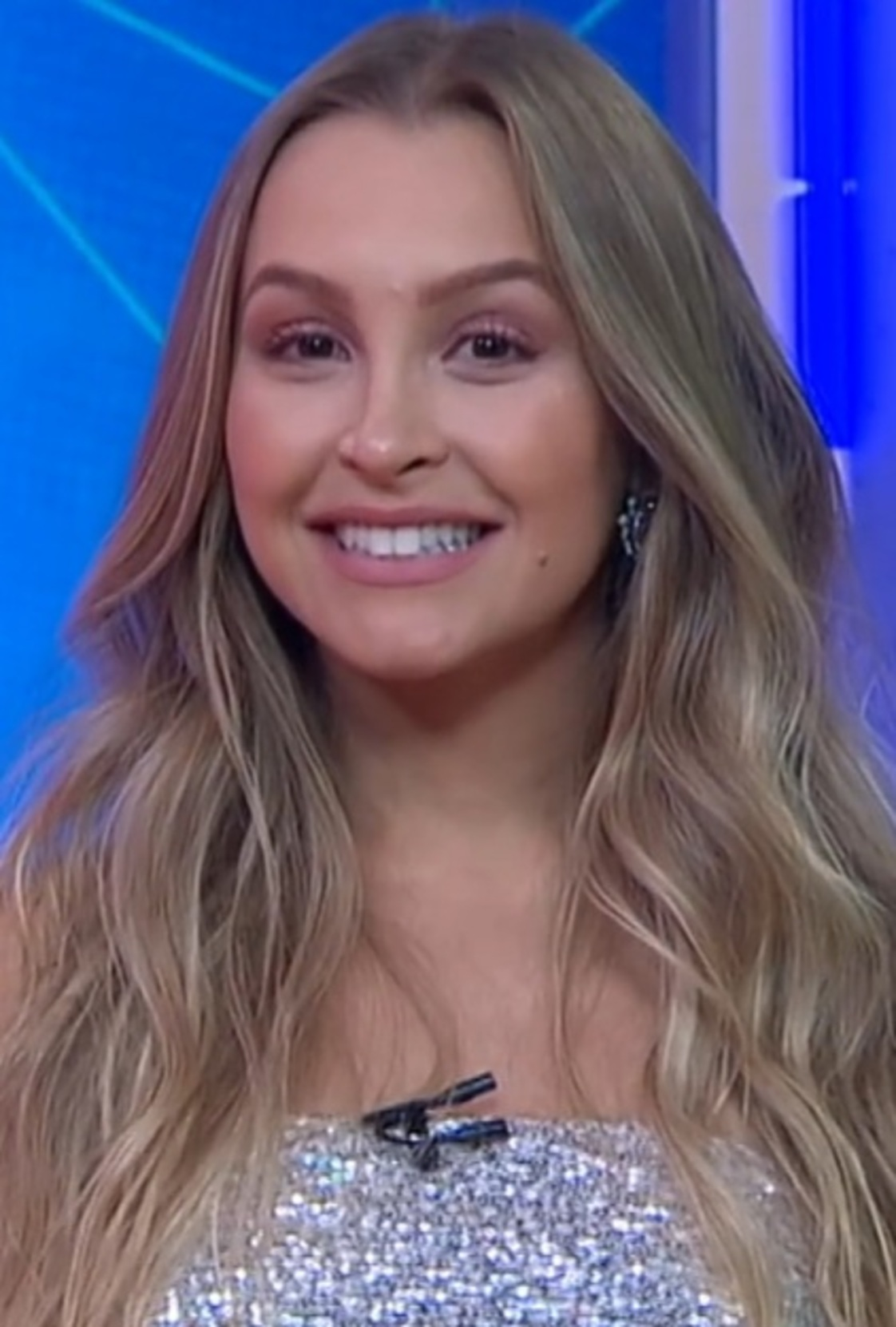
A atriz Carla Diaz interpretou Suzane nos filmes A Menina que Matou os Pais e O Menino que Matou Meus Pais

O caso foi listado pelo portal Brasil Online (BOL) como "22 crimes que chocaram o Brasil" e pela Folha de S.Paulo em 2018 como "crimes em famílias que chocaram o país".
O livro O Quinto Mandamento, escrito pela criminóloga Ilana Casoy e lançado em 2009, reconstitui o crime desde o princípio, recriando os passos dos jovens naquela noite. A autora também observa o comportamento de Suzane, os depoimentos dos familiares e o trabalho de investigação da polícia em busca por provas.
Escrito pelo ex-investigador da Polícia Civil Roger Franchini, o livro Richthofen: O Assassinato dos Pais de Suzane, lançado em 2011, trata o caso de parricídio e matricídio sob o olhar de jornalismo investigativo. O volume traz os bastidores da investigação desde o momento em que o duplo homicídio aconteceu e aparentava ser mais um caso de latrocínio até se desenrolar em um caso complexo e começar a envolver pessoas próximas às vítimas. O escritor revela como as evidências e pistas levaram até a jovem de classe média alta e mostra como, junto ao seu namorado e ao irmão dele, ela se tornou ré confessa de ter planejado e colocado em prática o assassinato dos pais. O título também traz trechos dos depoimentos dados às autoridades pelos acusados.
O jornalista Ullisses Campbell escreveu o livro Suzane - Crime e Punição, cujo título posteriormente foi alterado para Suzane, Assassina e Manipuladora e que tinha previsão de lançamento para 2020. Entretanto, em outubro de 2019, a defesa de Suzane obteve uma liminar na justiça que buscava impedir a publicação do livro. A obra conta a história de Suzane a partir do momento em que encontra Daniel Cravinhos, que viria a ser seu namorado. A liminar foi indeferida pelo Tribunal de Justiça do Estado de São Paulo, sob o argumento de que, a partir de um entendimento do Supremo Tribunal Federal, biografias não autorizadas podem ser publicadas, independentemente da vontade do biografado, "sob pena de afronta à liberdade de expressão e configuração de censura". A defesa recorreu, tomando as medidas judiciais cabíveis.
Em 2021, dois filmes baseados nos autos do processo foram lançados: A Menina que Matou os Pais e O Menino que Matou Meus Pais, ambos dirigidos por Maurício Eça. As histórias são baseadas nos depoimentos dos acusados durante o julgamento, que apresentaram as versões conflitantes de Daniel Cravinhos e de Suzane von Richthofen, respectivamente, cada um acusando o outro de ser o mentor do crime. Nas obras, Suzane é interpretada por Carla Diaz e Daniel por Leonardo Bittencourt.